# Mun Jun
Pour les articles homonymes, voir Mun.
Mun Jun, né le 14 juillet 1982, est un patineur de vitesse sud-coréen. Au cours de sa carrière, il a été médaillé de bronze aux Championnats du monde de sprint 2008 et participé à trois éditions des Jeux olympiques d'hiver entre 2002 et 2010 ave comme meilleur résultat une 16e place sur le 1 500 m en 2006. 

## Palmarès

### Championnats du monde

#### Championnats du monde de sprint
- Médaille de bronze en 2008 à Heerenveen.

### Coupe du monde
- 10 podiums